# Lawrence Gordon (productor)
Lawrence Gordon (Misisipi, Estados Unidos, 25 de marzo de 1936) es un productor de cine y productor ejecutivo estadounidense. Se especializa en producir películas de acción. Entre algunas de sus más populares producciones se encuentran Depredador (1987), Die Hard (1988) y Lara Croft: Tomb Raider (2001).

## Biografía
Gordon creció en Belzoni, Misisipi. Se graduó de la Universidad Tulane, Nueva Orleans, Luisiana. Ha tenido una larga carrera cinematográfica. Luego de mudarse a Los Ángeles, él comenzó su carrera trabajando para Aaron Spelling. Al poco tiempo se trasladó a las filas y comenzó a producir para Spelling, y a principios de la década de 1980 creó la serie de TV Matt Houston.
En la década de 1970 él fue un ejecutivo clave en American International Pictures.
Gordon fue Presidente de la 20th Century Fox desde 1984 hasta 1986.
Posteriormente formó Largo Entertainment con su hermano y también productor Charles Gordon, que fue respaldada por la compañía japonesa JVC. Esto fue revolucionario, ya que era la primera vez que una compañía japonesa había invertido seriamente en una empresa cinematográfica. en 1989, él produjo Field of Dreams, que recibió una nominación al Óscar a la mejor fotografía.
Bajo el logo de Largo Entertainment, Gordon produjo Point Break (1991), G.I. Jane (1997), Mulholland Falls (1996), y otras 23 películas.
Gordon también tuvo un negocio de producción independiente con Universal Pictures bajo  Lawrence Gordon Productions. Con ese nombre, él produjo éxitos como Jumpin' Jack Flash (1986), Boogie Nights (1997), Mystery Men (1999), la franquicia de Lara Croft: Tomb Raider (2001 - 2003), la franquicia de Hellboy (2004 - 2008) y Watchmen (2009).
Él tiene tres hijos, uno de ellos es el cineasta y músico George Joseph Gordon.

## Filmografía selecta

### Como productor
- Hard Times (1975)
- The End (1978)
- Hooper (1978)
- The Driver (1978)
- the Warriors (1979)
- Xanadu (1980)
- Paternity (1981)
- Jekyll and Hyde... Together Again (1982)
- 48 Hrs. (1982)
- Calles de fuego (1984)
- Brewster's Millions (1985)
- Jumpin' Jack Flash (1986)
- Depredador (1986)
- Die Hard (1988)
- Family Business (1989)
- Lock Up (1989)
- Field of Dreams (1989)
- Superagente K9 (1989)
- Another 48 Hrs. (1990)
- Depredador 2 (1990)
- Die Hard 2 (1990)
- The Rocketeer (1991)
- Waterworld (1995)
- Event Horizon (1997)
- The Devil's Own (1997)
- Mystery Men (1999)
- K-Pax (2001)
- Lara Croft: Tomb Raider (2001)
- Lara Croft Tomb Raider: La cuna de la vida (2003)
- Hellboy (2004)
- Hellboy 2: el ejército dorado (2008)
- Watchmen (2009)
- El Depredador (2018)
- Hellboy (película de 2019) (2019)

### Como productor ejecutivo
- The Renegades (1982)
- The Wrong Guys (1988)
- Leviathan (1989)
- Boogie Nights (1997)
- K-911 (1999)
- K-9: P.I. (2002)

## Premios y nominaciones
Premios Óscar
| Año  | Categoría                 | Película        | Resultado |
| ---- | ------------------------- | --------------- | --------- |
| 1990 | Óscar a la mejor película | Campo de sueños | Nominado  |